# آندوآنی
آندوآنی (به لاتین: Andoany) یک منطقهٔ مسکونی در ماداگاسکار است که در دیانا (ماداگاسکار) واقع شده‌است. آندوآنی ۳۹٬۵۰۰ نفر جمعیت دارد.